# 斉藤繁
斉藤 繁（さいとう しげる、1967年〈昭和42年〉5月29日 - ）は、日本の政治家。北海道上富良野町長（2期）。

## 来歴
北海道空知郡上富良野町出身。上富良野町立上富良野西小学校、上富良野町立上富良野中学校、北海道旭川東高等学校を経て、北海学園大学を卒業。1991年（平成3年）、上富良野町役場に入庁し、町民生活課税務班主幹、総務課財政管理班主幹などを歴任。
2020年（令和2年）11月29日、向山富夫の任期満了に伴う上富良野町長選挙に無所属で出馬し、行政経験を基に子育てや高齢者支援などを掲げ、元上富良野町企画商工観光課長の辻剛、元上富良野町議会議員の一色美秀、建設会社社長の佐川泰正を破り、初当選。同年12月27日、第11代上富良野町長に就任。
※当日有権者数：8,887人 最終投票率：75.18%（前回比： 6.15pts）
| 候補者名 | 年齢 | 所属党派 | 新旧別 | 得票数  | 得票率 | 推薦・支持 |
| -------- | ---- | -------- | ------ | ------- | ------ | ---------- |
| 斉藤繁   | 53   | 無所属   | 新     | 2,175票 | 32.5%  |            |
| 辻剛     | 59   | 無所属   | 新     | 1,865票 | 27.9%  |            |
| 一色美秀 | 75   | 無所属   | 新     | 1,651票 | 24.7%  |            |
| 佐川泰正 | 67   | 無所属   | 新     | 934票   | 13.9%  |            |

2024年（令和6年）3月31日、上富良野町内で開かれた町政報告会で、同年12月26日の任期満了に伴う町長選挙への再選に意欲を示し、報告会では観光客の誘客促進をはじめ、移住定住の促進、医療・介護・子育ての人材確保、老朽化した給食センターの建て替えなどのインフラ整備、自治体間の連携強化などを訴えた。同年11月26日、上富良野町長選挙が告示され、斉藤以外に立候補の届出がなかったため無投票で再選。上富良野町長選挙において無投票で当選するのは33年ぶりのことであった。